# 金永南 (摔跤运动员)
金永南（韓語：김영남，1960年6月15日—），韩国男子摔跤运动员。他曾代表韩国参加1984年和1988年夏季奥林匹克运动会摔跤比赛，获得一枚金牌。他也曾在1986年亚洲运动会获得一枚金牌。